# Antigua-et-Barbuda aux Jeux paralympiques
L'Antigua-et-Barbuda a participé pour la première fois aux Jeux paralympiques aux Jeux paralympiques d'été de 2012 à Londres et n'a remporté aucune médaille depuis son entrée en lice dans la compétition. Son seul athlète à y avoir participé est Jamol Pilgrim en athlétisme.   